# Pont de Québec
Pont de Québec – most wspornikowy drogowo-kolejowy w Kanadzie, w prowincji Quebec, nad Rzeką Świętego Wawrzyńca, łączący miasta Québec i Lévis.

## Historia
W 1897 r. przedsiębiorstwo Phoenix Bridge Company rozpoczęło pracę nad budową dwutorowego mostu o konstrukcji wspornikowej. Most miał łączyć miasta Lévis oraz Québec rozdzielone Rzeką Św. Wawrzyńca. Do projektu włączył się Theodor Cooper, jako konsultant. Prowadził on obliczenia z zakresu wytrzymałości konstrukcji. 2 października 1900 r. odbyła się uroczystość inaugurująca rozpoczęcie prac budowlanych. W wyniku błędu popełnionego w obliczeniach 29 sierpnia 1907 roku konstrukcja zawaliła się. W wyniku katastrofy życie straciło 76 osób. Dochodzenie, które zostało rozpoczęte po wypadku, wykazało wiele błędów oraz zaniedbań w projekcie mostu. W 1910 r. rozpoczęto prace, mające na celu odbudowę mostu. 11 września 1916 r. konstrukcja ponownie zawaliła się. Życie straciło 13 osób. Prace zakończyły się 20 września 1917 r. Wiosną 1997 rozpoczęto remont mostu.

## Konstrukcja
Pont de Québec jest mostem wspornikowym. Zastosowano w nim kratownicę typu K oraz stal niklowaną. Konstrukcja ma 987 m długości. Główne przęsło liczy 549 m, co czyni je najdłuższym wśród mostów wspornikowych na świecie. Most wznosi się 46 m nad lustrem wody. Przy łączeniu elementów mostu wykorzystano nity.

## Upamiętnienie
Pont de Québec został upamiętniony m.in. na dwóch znaczkach kanadyjskich wydanych w 1929 oraz 1995 r. Od czasów katastrofy Mostu Quebec konstruktorzy w Kanadzie noszą obrączki wykonane z żelaza, mające przypominać o odpowiedzialności wykonywanego przez nich zawodu. W rocznicę katastrofy odbywały się uroczystości upamiętniające robotników, którzy zginęli w trakcie budowy mostu.